# Crotaphytidae

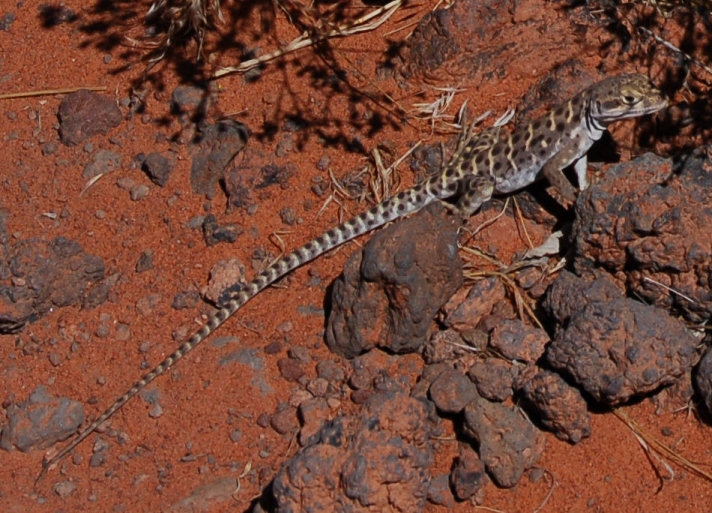
Leopárdleguán (Gambelia wislizenii)

A Crotaphytidae a hüllők (Reptilia) osztályába, a pikkelyes hüllők (Squamata) rendjébe és a leguánalakúak (Iguania) alrendjébe tartozó család. 2 nem és 9 faj tartozik a családba.

## Rendszertani felosztásuk
A családba az alábbi nemek és fajok tartoznak
- Crotaphytus (Holbrook, 1842) – 6 faj
  - Crotaphytus bicinctores
  - galléros díszleguán (Crotaphytus collaris)
  - Crotaphytus insularis
  - Crotaphytus nebrius
  - kockás díszesleguán (Crotaphytus reticulatus)
  - Crotaphytus vestigium

- Gambelia (Baird, 1859) – 3 faj
  - Gambelia copeii
  - tompa orrú leopárdleguán (Gambelia sila)
  - leopárdleguán (Gambelia wislizenii)